# Vsevolod Dmitrievič Larionov
Vsevolod Dmitrievič Larionov (in russo Всеволод Дмитриевич Ларионов?; 11 settembre 1928 – 8 ottobre 2000) è stato un attore russo, fino al 1991 sovietico.

## Filmografia parziale
- Ulica polna neožidannostej, regia di Sergej Il'ič Sidelёv (1957)
- Le 12 sedie (12 stul'ev), regia di Mark Zacharov (1976)
- Odin i bez oružija, regia di Pavel Fattachutdinov e Vladimir Chotinenko (1984)
- Pietro il Grande (Peter the Great), regia di Marvin J. Chomsky e Lawrence Schiller (1986) miniserie TV
- Oci ciornie, regia di Nikita Michalkov (1987)
- Il proiezionista (The inner circle), regia di Andrej Končalovskij (1991)
- Oro (Zoloto), regia di Fabio Bonzi (1992)